# خسوف القمر يوليو 2000
| الخسوف الكلي للقمر 16 يوليو 2000                                                | الخسوف الكلي للقمر 16 يوليو 2000 |
| ------------------------------------------------------------------------------- | -------------------------------- |
| مسار القمر عبر ظل الأرض.                                                        |                                  |
| غاما                                                                            | 0.0302                           |
| مقدار الخسوف                                                                    | 1.773                            |
| دورة ساروس                                                                      | 129 (37 من 71)                   |
| المدة (hr: mn: sc)                                                              |                                  |
| الكلي                                                                           | 1:46:25                          |
| الجزئي                                                                          | 3:56:02                          |
| وجه الظل                                                                        | 6:14:31                          |
| التوقيت ( UTC )                                                                 |                                  |
| P1                                                                              | 10:48:22                         |
| U1                                                                              | 11:57:35                         |
| U2                                                                              | 13:02:23                         |
| أعظم                                                                            | 13:55:35                         |
| U3                                                                              | 14:48:47                         |
| U4                                                                              | 15:53:55                         |
| P4                                                                              | 17:02:46                         |
| خسوف القمر مباشرة عبر مركز ظل الأرض عند العقدة الهابطة في كوكبة القوس من مداره. |                                  |

خسوف القمر يوليو 2000 حدث خسوف كلي للقمر في 16 يوليو 2000، وهو الثاني من خسوفين كليين للقمر في عام 2000. مر القمر عبر مركز ظل الأرض. استمر الخسوف الكلي لمدة 106 دقيقة و25 ثانية، وهي أطول مدة خسوف منذ 13 أغسطس 1859 (106 دقيقة و28 ثانية) و3 مايو 459 (106 دقيقة و32 ثانية)، والمدة الأطول التالية لن تكون حتى 19 أغسطس 4753 (106 دقيقة) و35 ثانية. كان هذا هو آخر وأطول خسوف كلي للقمر في القرن العشرين، وكذلك الثاني طولًا وأطول خسوف في الألفية الثانية. كان أيضًا ثامن أطول خسوف كلي للقمر في فهرس "Eclipsewise's Six Millennium" لخسوف القمر والذي يشمل أحداث السنوات 3000 قبل الميلاد إلى 3000 بعد الميلاد. أطول خسوف كلي للقمر بين عامي 4000 قبل الميلاد و6000م حدث في 31 مايو 318. استغرق الخسوف بالكامل 106 دقيقة و36 ثانية وهو أطول بـ 11 ثانية فقط منه.

## الرؤية
شوهد الخسوف بالكامل فوق أستراليا، ويرتفع فوق آسيا، وشرق إفريقيا، ويغطي غرب أمريكا الشمالية والجنوبية.

## خسوفات وكسوفات أخرى

### كسوف 2000
- خسوف كلي للقمر في 21 يناير.
- كسوف جزئي للشمس يوم 5 فبراير.
- كسوف جزئي للشمس في الأول من تموز (يوليو).
- خسوف كلي للقمر في 16 يوليو.
- كسوف جزئي للشمس في 31 يوليو.
- كسوف جزئي للشمس في 25 ديسمبر.

### دورة السنة القمرية
| خسوفات القمر 1998–2002 | خسوفات القمر 1998–2002 | خسوفات القمر 1998–2002 | خسوفات القمر 1998–2002 | خسوفات القمر 1998–2002 | خسوفات القمر 1998–2002 | خسوفات القمر 1998–2002 | خسوفات القمر 1998–2002 | خسوفات القمر 1998–2002 |
| العقدة الهابطة         | العقدة الهابطة         | العقدة الهابطة         | العقدة الهابطة         |                        | العقدة الصاعدة         | العقدة الصاعدة         | العقدة الصاعدة         | العقدة الصاعدة         |
| ساروس                  | التاريخ                | النوع                  | غاما                   | ساروس                  | التاريخ                | النوع                  | غاما                   |                        |
| ---------------------- | ---------------------- | ---------------------- | ---------------------- | ---------------------- | ---------------------- | ---------------------- | ---------------------- | ---------------------- |
| 109                    | 08 أغسطس 1998          | خسوف شبه الظل          | 1.4876                 | 114                    | 1999 يوليو 31          | خسوف شبه الظل          | -1.0190                |                        |
| 119                    | 1999 يوليو 28          | خسوف جزئي              | 0.7863                 | 124                    | خسوف القمر يناير 2000  | خسوف كلي               | -0.2957                |                        |
| 129                    | خسوف القمر يوليو 2000  | خسوف كلي               | 0.0302                 | 134                    | خسوف القمر يناير 2001  | خسوف كلي               | 0.3720                 |                        |
| 139                    | خسوف القمر يوليو 2001  | خسوف جزئي              | -0.7287                | 144                    | خسوف القمر ديسمبر 2001 | خسوف شبه الظل          | 1.0732                 |                        |
| 149                    | خسوف القمر يونيو 2002  | خسوف شبه الظل          | -1.4440                |                        |                        |                        |                        |                        |
|                        |                        |                        |                        |                        |                        |                        |                        |                        |
| آخر مجموعة             | 1998 سبتمبر 06         | 1998 سبتمبر 06         | 1998 سبتمبر 06         | آخر مجموعة             | 1998 مارس 13           | 1998 مارس 13           | 1998 مارس 13           |                        |
|                        |                        |                        |                        |                        |                        |                        |                        |                        |
| المجموعة التالية       | 2002 مايو 26           | 2002 مايو 26           | 2002 مايو 26           | المجموعة التالية       | خسوف القمر نوفمبر 2002 | خسوف القمر نوفمبر 2002 | خسوف القمر نوفمبر 2002 |                        |

| الأكبر                                                                | الأول         | الأول                   | الأول                    | الأول                    |
| --------------------------------------------------------------------- | ------------- | ----------------------- | ------------------------ | ------------------------ |
| أكبر خسوف لهذه الدورة حدث يوم خسوف القمر يوليو 2000 واستمر 106 دقائق. | كسوف شبه الظل | كسوف جزئي               | كسوف كلي                 | كسوف مركزي               |
| أكبر خسوف لهذه الدورة حدث يوم خسوف القمر يوليو 2000 واستمر 106 دقائق. | 1351 Jun 10   | 1513 Sep 15             | 1910 May 24 [الإنجليزية] | 1946 Jun 14 [الإنجليزية] |
| أكبر خسوف لهذه الدورة حدث يوم خسوف القمر يوليو 2000 واستمر 106 دقائق. | Last          |                         |                          |                          |
| أكبر خسوف لهذه الدورة حدث يوم خسوف القمر يوليو 2000 واستمر 106 دقائق. | كسوف مركزي    | كسوف كلي                | كسوف جزئي                | كسوف شبه الظل            |
| أكبر خسوف لهذه الدورة حدث يوم خسوف القمر يوليو 2000 واستمر 106 دقائق. | 2036 Aug 7    | 2090 Sep 8 [الإنجليزية] | 2469 Apr 26              | 2613 Jul 24              |

| 1910 May 24 [الإنجليزية] | 1910 May 24 [الإنجليزية] | 1928 Jun 3 [الإنجليزية] | 1928 Jun 3 [الإنجليزية] | 1946 Jun 14 [الإنجليزية] | 1946 Jun 14 [الإنجليزية] |
|                          |                          |                         |                         |                          |                          |
| 1964 Jun 25 [الإنجليزية] | 1964 Jun 25 [الإنجليزية] | 1982 Jul 6 [الإنجليزية] | 1982 Jul 6 [الإنجليزية] | خسوف القمر يوليو 2000    | خسوف القمر يوليو 2000    |
|                          |                          |                         |                         |                          |                          |
| خسوف القمر يوليو 2018    | خسوف القمر يوليو 2018    | 2036 Aug 7              | 2036 Aug 7              | 2054 Aug 18 [الإنجليزية] | 2054 Aug 18 [الإنجليزية] |
|                          |                          |                         |                         |                          |                          |
| 2072 Aug 28 [الإنجليزية] | 2072 Aug 28 [الإنجليزية] | 2090 Sep 8 [الإنجليزية] | 2090 Sep 8 [الإنجليزية] |                          |                          |
|                          |                          |                         |                         |                          |                          |

كانت آخر مرة حدثت في 6 يوليو 1982 وستحدث في 27 يوليو 2018 .
هذا هو الحدث السابع والثلاثون في Lunar Saros 129 . كان الحدث السابق هو خسوف القمر في يوليو 1982. الحدث التالي هو خسوف القمر في يوليو 2018. يحتوي Lunar Saros 129 على 11 خسوفًا إجماليًا للقمر بين عامي 1910 و2090. يتداخل Solar Saros 136 مع هذا القمر مع حدث يحدث كل 9 سنوات 5 أيام بالتناوب بين كل دورة ساروس.

### دورة تريتوس
تتكرر دورة تريتوس كل 31 يومًا أقل من 11 عامًا في العقد المتناوبة. تتضمن هذه الدورة 20 خسوفًا كاملًا بين 24 أبريل 1967 و11 أغسطس 2185، وحدث الخسوف كليًا لمرة واحدة فقط في 19 نوفمبر 2021.
| العقدة الصاعدة | العقدة الصاعدة           | العقدة الصاعدة |            | العقدة الهابطة           | العقدة الهابطة | العقدة الهابطة |
| دورة ساروس     | التاريخ                  | النوع          | دورة ساروس | التاريخ                  | النوع          |                |
| -------------- | ------------------------ | -------------- | ---------- | ------------------------ | -------------- | -------------- |
| 120            | 1902 Apr 22              | كسوف كلي       | 121        | 1913 Mar 22              | كسوف كلي       |                |
| 122            | 1924 Feb 20              | كسوف كلي       | 123        | 1935 Jan 19              | كسوف كلي       |                |
| 124            | 1945 Dec 19 [الإنجليزية] | كسوف كلي       | 125        | 1956 Nov 18 [الإنجليزية] | كسوف كلي       |                |
| 126            | 1967 Oct 18 [الإنجليزية] | كسوف كلي       | 127        | 1978 Sep 16 [الإنجليزية] | كسوف كلي       |                |
| 128            | 1989 Aug 17 [الإنجليزية] | كسوف كلي       | 129        | خسوف القمر يوليو 2000    | كسوف كلي       |                |
| 130            | خسوف القمر يونيو 2011    | كسوف كلي       | 131        | خسوف القمر مايو 2022     | كسوف كلي       |                |
| 132            | 2033 Apr 14              | كسوف كلي       | 133        | 2044 Mar 13 [الإنجليزية] | كسوف كلي       |                |
| 134            | 2055 Feb 11 [الإنجليزية] | كسوف كلي       | 135        | 2066 Jan 11              | كسوف كلي       |                |
| 136            | 2076 Dec 10              | كسوف كلي       | 137        | 2087 Nov 10              | كسوف كلي       |                |
| 138            | 2098 Oct 10              | كسوف كلي       |            |                          |                |                |

### دورة Inex
| العقدة الهابطة | العقدة الهابطة           | العقدة الصاعدة | العقدة الصاعدة           | العقدة الهابطة | العقدة الهابطة        | العقدة الصاعدة | العقدة الصاعدة           |
| دورة ساروس     | التاريخ                  | دورة ساروس     | التاريخ                  | دورة ساروس     | التاريخ               | دورة ساروس     | التاريخ                  |
| -------------- | ------------------------ | -------------- | ------------------------ | -------------- | --------------------- | -------------- | ------------------------ |
| 95             | 1016 May 24              | 96             | 1045 May 3               | 97             | 1074 Apr 14           | 98             | 1103 Mar 25              |
| 99             | 1132 Mar 3               | 100            | 1161 Feb 12              | 101            | 1190 Jan 23           | 102            | 1219 Jan 2               |
| 103            | 1247 Dec 13              | 104            | 1276 Nov 23              | 105            | 1305 Nov 2            | 106            | 1334 Oct 13              |
| 107            | 1363 Sep 23              | 108            | 1392 Sep 2               | 109            | 1421 Aug 13           | 110            | 1450 Jul 24              |
| 111            | 1479 Jul 4               | 112            | 1508 Jun 13              | 113            | 1537 May 24           | 114            | 1566 May 4               |
| 115            | 1595 Apr 24              | 116            | 1624 Apr 3               | 117            | 1653 Mar 14           | 118            | 1682 Feb 21              |
| 119            | 1711 Feb 3               | 120            | 1740 Jan 13              | 121            | 1768 Dec 23           | 122            | 1797 Dec 4               |
| 123            | 1826 Nov 14              | 124            | 1855 Oct 25              | 125            | 1884 Oct 4            | 126            | 1913 Sep 15 [الإنجليزية] |
| 127            | 1942 Aug 26 [الإنجليزية] | 128            | 1971 Aug 6 [الإنجليزية]  | 129            | خسوف القمر يوليو 2000 | 130            | 2029 Jun 26              |
| 131            | 2058 Jun 6 [الإنجليزية]  | 132            | 2087 May 17 [الإنجليزية] | 133            | 2116 Apr 27           | 134            | 2145 Apr 7               |
| 135            | 2174 Mar 18              | 136            | 2203 Feb 26              | 137            | 2232 Feb 7            | 138            | 2261 Jan 17              |
| 139            | 2289 Dec 27              | 140            | 2318 Dec 9               | 141            | 2347 Nov 19           | 142            | 2376 Oct 28              |
| 143            | 2405 Oct 8               | 144            | 2434 Sep 18              | 145            | 2463 Aug 29           | 146            | 2492 Aug 8               |

### دورة نصف ساروس
سوف يسبق خسوف القمر خسوف الشمس ويتبعه 9 سنوات و5.5 أيام (نصف ساروس). يرتبط خسوف القمر هذا بخسوفين كليين للشمس من ضمن دورة ساروس 136.
| 11 يوليو 1991 | 22 يوليو 2009 |
| ------------- | ------------- |
|               |               |

## روابط خارجية
- الكسوف الكلي للقمر في عام 2000 في 16 يوليو
- الخسوف الكلي للقمر في 16 يوليو 2000
- حقائق خسوف القمر: 16 يوليو 2000
- الكسوف الكلي للقمر في 16 يوليو 2000، تقرير مع صور © 2000 بقلم فريد إسبيناك.
- الخسوف الكلي للقمر في 16 يوليو 2000، كما رأينا من ويلينجتون نيوزيلندا